# Чжанцю
Чжанцю́ (кит. упр. 章丘, пиньинь Zhāngqiū) — район городского подчинения города субпровинциального значения Цзинань провинции Шаньдун (КНР). Название связано с тем, что на его территории расположена гора Чжанцюшань.

## История
В эпоху Шан в этих местах размещалась столица царства Чжан (谭国).
При империи Западная Хань в 153 году до н.э. был создан уезд Янцю (阳丘县). При империи Восточная Хань он был присоединён к уезду Дунчаоян (东朝阳县). В эпоху Южных и Северных династий уезд Дунчаоян был переименован в Чаоян (朝阳县).
При империи Северная Ци уезд Чаоян был расформирован, и был образован уезд Гаотан (高唐县). При империи Суй в 596 году он был переименован в Чжанцю (章丘县).
В августе 1945 года уезд был разделён на уезды Чжанцю и Чжанли (章历县), которые вошли в состав Специального района Цзыбо (淄博专区). В 1953 году Специальный район Цзыбо был расформирован; уезд Чжанли был присоединён к уезду Чжанцю, который вошёл в состав Специального района Тайань (泰安专区). В 1958 году Специальный район Тайань был расформирован, и уезд перешёл под юрисдикцию города Цзинань.
В 1961 году Специальный район Тайань был воссоздан, и уезд опять вошёл в его состав. В 1967 году Специальный район Тайань был переименован в Округ Тайань (泰安地区). В 1979 году уезд Чжанцю был вновь передан под юрисдикцию Цзинаня.
В 1992 году уезд Чжанцю был преобразован в городской уезд.
В 2016 году городской уезд Чжанцю был преобразован в район городского подчинения

## Административное деление
Район делится на 11 уличных комитетов и 9 посёлков.